# Heribert Rosweyde
Heribert Rosweyde (Utrecht, 2 gennaio 1569 – Anversa, 5 ottobre 1629) è stato un biografo e gesuita olandese, celebre per la sua raccolta di documenti sui santi.
La sua opera, rimasta incompiuta, fu proseguita da Jean Bolland, che la sistematizzò ampliandone le prospettive. Questo determinò l'origine dell'associazione dei Bollandisti.

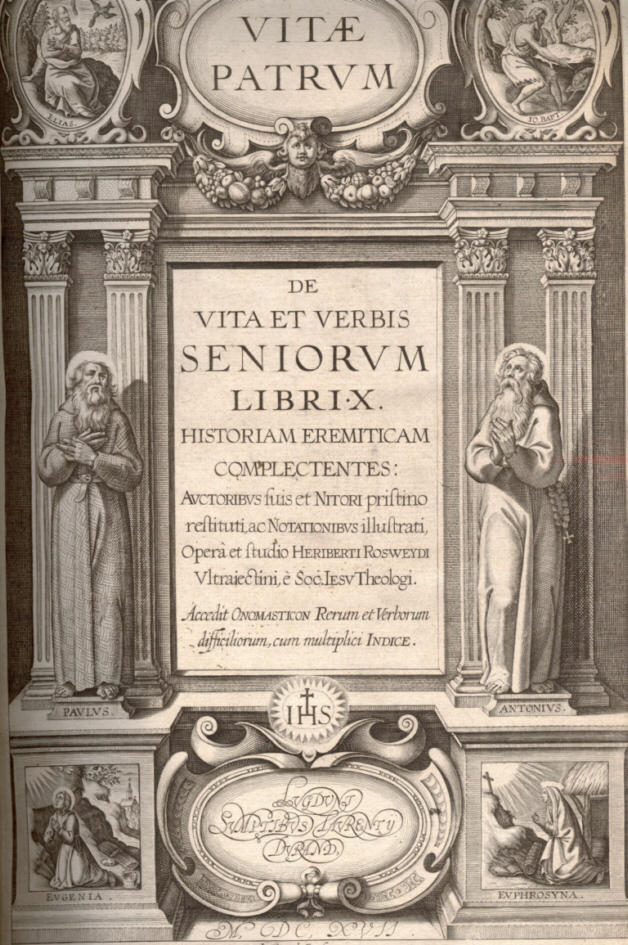
Frontespizio delle Vitae Patrum di Heribert Rosweyde (1615)

## Biografia
Heribert Rosweyde nacque ad Utrecht il 2 gennaio 1569. Entrò nella Compagnia di Gesù nel 1588. Professore di Filosofia nel collegio gesuita di Douai negli ultimi anni del XVI secolo, dedicò il suo tempo libero alle biblioteche dei monasteri dell'Hainaut e delle Fiandre francesi. Ricopiò a mano un ampio numero di documenti che riguardavano la storia della Chiesa in generale e l'agiografia in particolare e scoprì che negli antichi testi contenuti nei manoscritti che erano posti alla sua osservazione c'era un'atmosfera diversa rispetto alle revisioni a cui molti curatori, specialmente Luigi Lippomano e Lorenzo Surio, poi i più recenti e maggiormente celebrati, avevano ritenuto di doverli sottoporre.
Rosweyde ritenne che sarebbe stato un lavoro utile pubblicare i testi nella loro forma originale. I suoi superiori, a cui sottomise il suo progetto nel 1603, lo autorizzarono e gli consentirono di preparare l'edizione progettata, senza peraltro sgravarlo dalle altre occupazioni. Rosweyde si dedicò al progetto e lo annunciò al pubblico, insieme al piano di lavoro che avrebbe seguito, nel 1607. Sotto il titolo: Fasti sanctorum quorum vitae in belgicis bibliothecis manuscriptiae, dette alle stampe in un piccolo volume in sedicesimo, pubblicato dalla stamperia Plantin di Anversa, una lista alfabetica dei nomi dei santi le cui vite erano state da lui scoperte di persona oppure avevano attirato la sua attenzione nelle collezioni di antichi manoscritti. Tale lista era di 50 pagine; la prefazione in cui egli indicava l'impostazione e l'organizzazione del suo lavoro, così come lo aveva concepito, ne prendeva 40. Infine, il lavoro conteneva in un'appendice di 26 pagine gli atti inediti della passione dei martiri della Cilicia, Tàraco, Probo e Andronìco, che Rosweyde considerò, erroneamente, come l'autentico verbale ufficiale scritto di pugno da un funzionario della corte del tribunale romano.
Secondo tale programma la collezione avrebbe dovuto comprendere sedici volumi, oltre due volumi di spiegazioni e tavole. Il primo volume avrebbe dovuto presentare i documenti sulla vita di Gesù Cristo e sulle feste fissate in onore degli eventi speciali della sua vita; il secondo volume avrebbe dovuto essere dedicato alla vita e alle feste della Beata Vergine, ed il terzo alle feste dei santi onorati con un culto più speciale. I dodici volumi successivi sarebbero stati destinati alle biografie dei santi le cui feste sono celebrate rispettivamente nei dodici mesi dell'anno, un volume per ciascun mese. Una tale organizzazione calendarizzata era stata prescritta dai suoi superiori e preferita all'ordine cronologico proposto da Rosweyde. Ma una tale scelta presentava, specialmente a questo punto del lavoro, formidabili difficoltà. Infine, il sedicesimo volume avrebbe esposto la successione dei martirologi che erano stati in uso nei differenti periodi e nelle varie Chiese della Cristianità. Il primo dei due volumi supplementari doveva contenere le note ed i commenti riguardanti le biografie divisi in otto libri che avrebbero trattato rispettivamente i seguenti argomenti:
- gli autori delle biografie;
- le sofferenze dei martiri;
- le immagini dei santi;
- le usanze ed i riti liturgici menzionati nei documenti agiografici;
- le usanze profane a cui si è fatto cenno;
- le questioni di cronologia;
- i nomi dei luoghi incontrati;
- i termini stranieri od oscuri che potrebbero rendere perplessi i lettori.

L'altro supplemento era destinato a presentare una serie di corpose tavole contenenti:
- l'indice dei nomi dei santi le cui biografie erano state pubblicate nei volumi precedenti;
- gli stessi nomi seguiti da note indicanti il luogo di nascita del santo, il suo grado di importanza, il suo titolo alla santità, il tempo ed il luogo in cui è vissuto e l'autore della sua biografia;
- la classificazione dei vari santi (religioso, presbitero, vergine, vedova, ecc.);
- la loro posizione nella Chiesa (apostolo, vescovo, abate, ecc.);
- la nomenclatura dei santi secondo le nazioni rese illustri dalla loro nascita, apostolato, soggiorno, sepoltura;
- la nomenclatura dei luoghi in cui essi sono onorati con un culto speciale;
- l'elenco delle malattie per la cui cura essi sono specialmente invocati;
- le professioni poste sotto il loro patronato;
- i nomi propri delle persone e dei luoghi incontrati nelle biografie pubblicate;
- i brani della Sacra Scrittura ivi spiegati;
- i punti che potrebbero essere utili nelle controversie religiose;
- quelli applicabili nell'insegnamento della dottrina cristiana;
- una tabella generale di parole e cose in ordine alfabetico.

"Ed altro ancora," aggiunse l'autore, "se presenta una certa importanza o se i nostri lettori ce lo suggerissero."   
Il cardinale Bellarmino, a cui Rosweyde inviò una copia del suo volumetto, non poté astenersi dall'esclamare dopo aver letto il suo programma: "Quest'uomo conta, quindi, di vivere duecento anni!". Egli indirizzò all'autore una lettera, il cui originale è preservato nell'attuale biblioteca dei Bollandisti, firmata, ma non scritta di proprio pugno dal Bellarmino, in cui egli fa presente, usando un linguaggio educato ma schietto, che ritiene che il progetto sia chimerico. 
Rosweyde non ne rimase affatto turbato. Da altre varie fonti aveva ricevuto incoraggiamenti, elogi entusiastici e preziosi aiuti. La nuova impresa trovò un protettore speciale, così generoso come era zelante ed illuminato, in Antoine de Wynghe, abate del famoso monastero di Liessies in quello che è l'attuale dipartimento del Nord della Francia. Il venerabile Louis de Blois, di cui de Wynghe era il terzo successore, doveva avergli tramandato il suo attaccamento per i Gesuiti. La grande solidarietà di questo mecenate si manifestò in svariati modi; in lettere di raccomandazione ai capi delle varie case del grande Ordine Benedettino, che aprirono a Rosweyde e ai suoi collaboratori le biblioteche monastiche; in prestiti e regali di libri, manoscritti e copie di manoscritti; ed in assistenza pecuniaria.
Rosweyde era abbastanza confidente di poter completare con i soli suoi sforzi il monumento oggetto dei suoi sogni e che il tutto si sarebbe concluso con un lieto fine. Ma purtroppo non andò oltre i primi stadi della struttura. La sua attività letteraria fu spesa in una moltitudine di lavori storici, sia di oggetto religioso che polemistico, alcuni dei quali, ed è vero, avrebbero successivamente costituito una parte della grande collezione agiografica. La maggioranza di questi lavori, comunque, non hanno alcuna relazione con l'opera. Al momento della morte di Rosweyde, che ebbe luogo ad Anversa nel 1629, nemmeno una pagina era pronta per la stampa.
Il suo lavoro non andò comunque perduto, perché Jean Bolland, incaricato di spulciare le carte ed i documenti di Rosweyde, si accorse del loro valore e si imbarcò risolutamente nel vasto progetto successivamente identificato con l'associazione dei Bollandisti. Il primo volume degli Acta Sanctorum vide le stampe nel 1643.

## Opere
- (LA) Heribert Rosweyde, Fasti sanctorum quorum vitae in belgicis bibliothecis manuscriptae, Antverpiae, ex Officina Plantiniana, apud Joannem Moretum, 1607. URL consultato il 19 luglio 2019.
- Martyrologium Romanum parvum, 1613
- (LA) Heribert Rosweyde, Vitae Patrum. De vita et verbis seniorum libri 10. Historiam eremiticam complectentes: auctoribus suis et nitori pristino restitutis, ac notationibus illustrati, opera et studio Heriberti Rosweydi Vltraiectini, è Soc. Iesu theologi. Accedit Onomasticon rerum et verborum difficiliorum, cum multiplici Indice, Antverpiae, ex officina Plantiniana, 1615. URL consultato il 19 luglio 2019.